# Rezervația științifică Gemenele
Rezervația Științifică Gemenele este o arie protejată de interes național situată în zona centrală a Parcului Național Retezat, cu o suprafată de 1630 ha și corespunde categoriei I IUCN (rezervații științifice).
Rezervația Științifică Gemenele a fost înființată în anul 1955.
În rezervație se asigură un regim strict de protecție, prin care habitatele sunt păstrate în starea lor naturală, fiind permise doar activitățile științifice, cu acordul Academiei Române.
În 1979 rezervația științifică "Gemenele" a fost inclusă în rețeaua internațională a rezervațiilor prin programul de ocrotire al biosferei coordonat de UNESCO.